# Воллер (Техас)
Воллер (англ. Waller) — місто (англ. city) в США, в округах Воллер і Гарріс штату Техас. Населення — 2682 особи (2020).

## Географія
Воллер розташований за координатами 30°3′37″ пн. ш. 95°55′21″ зх. д. / 30.06028° пн. ш. 95.92250° зх. д. (30.060295, -95.922393).  За даними Бюро перепису населення США в 2010 році місто мало площу 5,35 км², з яких 5,34 км² — суходіл та 0,01 км² — водойми. В 2017 році площа становила 5,71 км², з яких 5,69 км² — суходіл та 0,01 км² — водойми.

## Демографія
Згідно з переписом 2010 року, у місті мешкало 2326 осіб у 872 домогосподарствах у складі 590 родин. Густота населення становила 434 особи/км².  Було 956 помешкань (179/км²).
Расовий склад населення:
| - 64,4 % — білих - 20,9 % — чорних або афроамериканців - 1,0 % — корінних американців - 0,9 % — азіатів - 10,2 % — осіб інших рас |

До двох чи більше рас належало 2,6 %. Частка іспаномовних становила 26,6 % від усіх жителів.
За віковим діапазоном населення розподілялося таким чином: 29,0 % — особи молодші 18 років, 62,3 % — особи у віці 18—64 років, 8,7 % — особи у віці 65 років та старші. Медіана віку мешканця становила 30,1 року. На 100 осіб жіночої статі у місті припадало 95,3 чоловіків;  на 100 жінок у віці від 18 років та старших — 90,3 чоловіків також старших 18 років.
Середній дохід на одне домашнє господарство  становив 54 239 доларів США (медіана — 42 120), а середній дохід на одну сім'ю — 61 715 доларів (медіана — 55 268). Медіана доходів становила 40 196 доларів для чоловіків та 31 875 доларів для жінок. За межею бідності перебувало 25,1 % осіб, у тому числі 37,2 % дітей у віці до 18 років та 10,6 % осіб у віці 65 років та старших.
Цивільне працевлаштоване населення становило 1070 осіб. Основні галузі зайнятості: освіта, охорона здоров'я та соціальна допомога — 27,1 %, сільське господарство, лісництво, риболовля — 13,9 %, роздрібна торгівля — 13,1 %.